# استان دونگ نای
استان دونگ نای (به لاتین: Đồng Nai Province) یک استان در ویتنام است که در منطقه جنوب شرقی ویتنام واقع شده‌است.

## خصوصیات
استان دونگ نای ۵٬۹۰۷٫۲ کیلومترمربع مساحت و ۲٬۶۶۵٬۱۰۰ نفر جمعیت دارد.